# پروژه کامه
پروژه کامه (به انگلیسی: KAME project) پروژه‌ای مشترک بین شش سازمان ژاپنی برای پیاده‌سازی کردن پشته پروتکل‌های IPv6 و آی‌پی‌سک برای سیستم‌عامل‌های خانواده بی‌اس‌دی است. این پروژه در سال ۱۹۹۸ میلادی آغاز به کار کرد و در ۷ نوامبر ۲۰۰۵ اعلام شد که پروژه در مارس ۲۰۰۶ به پایان خواهد رسید. نام KAME کوتاه‌شده عبارت کاریگومه (به انگلیسی: Karigome)، محل دفاتر پروژه و همینطور یکی از نام‌های لاک‌پشت است.
سازمان‌های زیر در پروژه کامه همکاری و مشارکت داشته‌اند:
- ALAXALA
- فوجیتسو
- هیتاچی
- پیشگامان اینترنت ژاپن
- دانشگاه کیئو
- ان‌ای‌سی
- دانشگاه توکیو
- توشیبا
- یوکوگاوا الکتریک

فری‌بی‌اس‌دی، نت‌بی‌اس‌دی و دراگون‌فلی بی‌اس‌دی هر دو پشته IPv6 و آی‌پی‌سک را در خود گنجانده‌اند. پروژه اوپن‌بی‌اس‌دی تنها پشته IPv6 را گنجانده است و پشته آی‌پی‌سک را خود به طور مستقل پیاده‌سازی کرده است. علاوه بر سیستم‌های بی‌اس‌دی، لینوکس هم کدهای پیاده‌سازی شده توسط پروژه کامه را در پیاده‌سازی آی‌پی‌سک خود گنجانده است.